# Gare de l’Est metróállomás
A Gare de l’Est egy metróállomás Franciaországban, Párizsban a párizsi metró 4-es, 5-ös és 7-es metróvonalán. Tulajdonosa és üzemeltetője a RATP. Felette az azonos nevű vasúti pályaudvar található, ahonnan vonatok indulnak Franciaország különböző pontjaira.

## Nevezetességek a közelben
- Paris Gare de l’Est

## Metróvonalak
Az állomást az alábbi metróvonalak érintik:
- 4-es metróvonal
- 5-ös metróvonal
- 7-es metróvonal

## Kapcsolódó állomások
A metróállomáshoz az alábbi állomások vannak a legközelebb:
- Gare du Nord (Porte de Clignancourt, 4-es metróvonal)
- Château d’Eau (Bagneux–Lucie Aubrac metróállomás, 4-es metróvonal)
- Jacques Bonsergent (Place d’Italie, 5-ös metróvonal)
- Gare du Nord (Bobigny – Pablo Picasso, 5-ös metróvonal)
- Poissonnière (Villejuif – Louis Aragon, Mairie d’Ivry, 7-es metróvonal)
- Château-Landon (La Courneuve – 8 Mai 1945, 7-es metróvonal)